# Creatures (compañía)
Creatures Inc. (株式会社クリーチャーズ Kabushiki-gaisha Kurīchāzu?) es una compañía afiliada a The Pokémon Company. Fue fundada por Tsunekazu Ishihara en noviembre de 1995, como sucesora de la compañía Ape Inc., de Shigesato Itoi. Creatures es el productor del juego de cartas Pokémon,  y es propietaria de un tercio de los derechos sobre la franquicia de Pokémon (los otros dos tercios fueron compartidos equitativamente entre las compañías Nintendo y  Game Freak).

## Historia
Creatures, Inc.fue fundada el 8 de noviembre de 1995.
Anteriormente la compañía tenía su sede en el séptimo piso del edificio Nintendo Kanda (任天堂神田ビル 'Nintendō Kanda Biru'?) en Sudachō, Chiyoda, Tokio. En mayo de 1999 mudan su sede en el anexo del quinto piso del edificio Kawasakiteitoku (川崎定徳ビル 'Kawasakiteitoku  Biru'?) en Nihonbashi, Chūō, Tokio.

## Juegos desarrollados

### Nintendo Entertainment System
- Mother (1989)

### Super Nintendo Entertainment System
- Monopoly (1993)
- EarthBound (Mother 2 en Japón) (1994)
- Tamori's Picross (1995)
- Mario's Super Picross (1995)
- The Monopoly Game 2 (1995)

### Nintendo 64
- EarthBound 64 (1999-2000 (cancelado))

### Game Boy
- Mario's Picross (1995)
- Pokémon Red Version y Blue Version (Green en Japón) (1996)
- Pocket Camera (1998)

### Game Boy Color
- Pokémon Trading Card Game (video game)  (1998)
- Chee-Chai Alien (2001)

### Nintendo GameCube
- Pokémon Colosseum (2003)
- Pokémon XD: Tempestad Oscura (2005)

### Game Boy Advance
- Machop at Work (2001) E-reader
- Kingler's Day (2001) E-reader
- Nonono Puzzle Chalien (2004)

### Nintendo DS
- PokéPark: Fishing Rally DS (2005)
- Project Hacker (2005) (con Red Entertainment)
- Pokémon Ranger (2006–2007) (con HAL Laboratory)
- Pokémon Ranger: Sombras de Almia (2008)
- Personal Trainer: Walking (2008) (con Nintendo y Engines)
- Pokémon Ranger: Trazos de Luz (2010)
- Pokémon Edición Blanca y Edición Negra (2011)
- Pokémon Edición Blanca 2 y Edición Negra 2 (2012)

### Wii
- PokéPark Wii: La Gran Aventura de Pikachu (2009)
- PokéPark 2: Un Mundo de Ilusiones (2011)

### Nintendo 3DS
- Pokédex 3D (2011)
- Pokémon Dream Radar (2012) (con Game Freak)
- Pokémon X & Y (2013) (con Game Freak)
- Detective Pikachu (2018)

### Wii U
- Pokkén Tournament (2016) (con Bandai Namco Studios)

### Nintendo Switch
- Pokkén Tournament DX (2016-2017) (con Bandai Namco Studios)
- Pokémon Espada Y Escudo (2019)